# Aulacomerus calcar
Aulacomerus calcar – gatunek błonkówki z rodziny Pergidae.

## Taksonomia
Gatunek ten został opisany w 1867 roku przez Edwarda Nortona pod nazwą Cephalocera calcar. Jako miejsce typowe podano meksykańskie miasto Córdoba. Holotypem była samica. W następnych latach takson ten kilkakrotnie zmieniał nazwę. W końcu, w 1990 roki został przeniesiony do rodzaju Aulacomerus przez Davida Smitha.

## Zasięg występowania
Ameryka Północna, znany jedynie z Meksyku, ze stanu Veracruz w płd.-wsch. części kraju.